# Anna Čežíková
Anna Čežíková, född 4 februari 2002 i Ústí nad Labem, är en tjeckisk rodelåkare.

## Karriär
Čežíková tävlade för Tjeckien vid olympiska vinterspelen 2022 i Peking, där hon slutade på 30:e plats i damernas singel. Čežíková var även en del av Tjeckiens lag tillsammans med Michael Lejsek, Filip Vejdělek och Zdeněk Pěkný som slutade på 10:e plats i lagstafetten.